# Линия B (RER)

Схема линии с указанием тарифных зон

Линия B RER — линия пригородного сообщения Парижа с регионом Иль-де-Франс. Является второй линией RER, движение по линии началось в 1977 г.

## Описание
Линия B идёт с юго-запада на северо-восток, в городе проходит через Сен-Мишель — Нотр-Дам, Северный вокзал, имеются пересадки на линии A и D (Шатле — Ле-Аль) и C (Сен-Мишель-Нотр-Дам). В северо-восточном направлении, проходя через Сен-Дени (станция у Стад де Франс), Ле Бурже и Дранси, линия разветвляется — одна ветка на аэропорт Шарль де Голль, а другая на Митри. Южное направление обслуживает пригород Аркёй, университетский городок, Фонтене-о-Роз и Сен-Реми-ле-Шеврёз. Станция «Антони» соединена автоматическим метро (Orlyval) с аэропортом Орли.

## Сеть
Сегодня линия состоит из 47 станций и имеет длину 80 километров. Из 47 станций 31 принадлежат RATP, а остальные 16 — SNCF. Имеет 5 конечных пунктов:
- B1 Северный вокзал
- B2 Робинсон
- B3 Аэропорт Шарль де Голль
- B4 Сен-Реми-ле-Шеврёз
- B5 Митри